# 動物園通り64番地
『動物園通り64番地』（原題："64 Zoo Lane"）は、英国の放送局CBBCで1999年に初放送されたアニメ。
その後、英国ではCBeebiesやプレイハウス・ディズニー（2011年5月7日にディズニージュニアと改称）で、また日本ではBS朝日で放送が開始され、その後カートゥーンネットワークで再放送された。カートゥーンネットワークでの放送終了後は2014年9月1日より専門チャンネルのディズニージュニア内の夜間特別枠「キラキラパジャマ」で放送開始。2016年1月7日からは新エピソードが放送開始。
タイトルは、まず中央部分に「64」の数字だけが現れ、すぐにその上部と右下にそれぞれ「動物園通り」と「番地」が出る。そして「64」が「動物園通り」と「番地」に徐々に近づくことで正式なタイトルロゴが完成する。

## 物語の概要
ある夜、ママに促されて寝る準備をしている主人公・ルーシー。そこへ動物たちの催促が入り、彼女は今回も動物たちの語る物語を聞きながら、寝るまでのひとときを過ごすのであった。

## キャラクター

### 人間
ルーシー
声 - 三浦智子
主人公で、7歳の女の子。誕生日は第13話Bパートのエピソードが展開された当日（詳しい日時は不明）。
ルーシーのママ
声 - 鈴木紀子（現・すずき紀子）
姿は視聴者には見えない（＝声だけ）が、毎回ルーシーに早く寝るように促すことで、ある意味ストーリーの引き立て役になっている。

### 動物たち
動物たちは、現在は64番地にあるルーシーの家の隣の動物園に住んでいるが、そこに来る以前（アフリカのサバンナにいた）にも殆んど同じメンバーでひとまとまりになって日々を過ごしていた。

#### メインキャラ
毎夜ルーシーと一緒にいる動物たちである。
ジョージーナ
声 - 滝沢ロコ
キリン。ルーシーの部屋が2階にあるために、窓をノックして彼女に話を聞くように催促するのは首の長いジョージーナの役目である。
ネルソン
声 - 辻親八（子供時代 - 田尻ひろゆき）
ゾウ。しかし体の色は黄色っぽい。
ボリス
声 - 大川透
クマ。
モリー
声 - 西宏子
カバ。ナタリーの親友。
ギグル＆ティクル
声 - 渡辺美佐（ギグル）＆岡村明美（ティクル）
双子のサル。髪の毛がギザギザで向かって左側にいる度合が多いのがギグルで、そうでないのがティクル。

#### サブキャラ
メインキャラの回想及び、他のサブキャラの話の中で彼らの友人として登場する動物たちである。彼らのうち何人かはルーシーに直接話をする。
トビー
声 - 田尻ひろゆき
カメ。ドリス＆ケビンの親友。
レジナルド
声 - 青山穣
ライオン。
ケビン
声 - 渡辺美佐
ワニ。ドリス＆トビーの親友。マジックが得意。
ジョーイ
カンガルー。
スノーパート
ホッキョクグマ。
ヘンリエッタ
カバ。
ゼッド
声 - 田尻ひろゆき
シマウマ。
アダム
声 - 田尻ひろゆき
アルマジロ。アニーと仲良し。
ハーバート
声 - 田尻ひろゆき
イボイノシシ。
ポーリン
声 - 岡村明美
ペリカン。
ナタリー
声 - 岡村明美
レイヨウ。モリーの親友。レジナルドを時々レジーと呼ぶ。
オードリー
ダチョウ。
ビクター
声 - 青山穣
ワニ。
ドリス
声 - 岡村明美
アヒル。トビー＆ケビンの親友。
バード
ゾウ。
ロナルド
声 - 宝亀克寿
サイ。アフリカ時代に一時ロージーと恋人関係になっていた。
ゲイリー
ヒトコブラクダ。デニスの甥。
ウォーリー
ウォンバット。
メラニー
声 - 滝沢ロコ
ヘラジカ。
ビバリー
声 - 岡村明美
ビーバー。
ランドルフ
声 - 田尻ひろゆき
アライグマ。マッシュルーム栽培が得意。
エスメラルダ
ヘビ。
チキチキドリ（雄）
声 - 田尻ひろゆき
本名不詳。ロナルドといつも一緒にいる。ちなみに、ロナルドとロージーが恋人同士のとき、チキチキドリ雌雄も同時に恋人関係だった。
チキチキドリ（雌）
本名不詳。ロージーといつも一緒にいる。
エディ
カバ。
フィービー
声 - 三浦智子
コアラ。数少ないオーストラリア出身キャラ。
エルキュール=ムスターシュ
声 - 大川透
セイウチ。モッシー・ベイ内の小島に在住。
キャスパー
声 - 青山穣
カメレオン。
ペチューラ
オウム。
ハイエナ一家
声 - 青山穣（父親・ハリー）、滝沢ロコ（母親・エドナ）、渡辺美佐＆岡村明美（子供（双子）・カーリー＆チャーリー）
常に家族一緒に行動している。
アニー
声 - 西宏子
アナコンダ。アダムと仲良し。
レオポルド
ラマ。
ジャズ
ジャガー。
ダドリー
ナマケモノ。
タコ
声 - 宝亀克寿
オオハシ（動物名のタコとは無関係）。
チャクル
声 - 青山穣
サル。ギグル＆ティクルのいとこで、髪型はYの字のように二股に分かれている。
イザベル
声 - 渡辺美佐
動物たちの中で一番セレブなフラミンゴ。いつもアナベル＆ミラベル（声 - 滝沢ロコ＆西宏子）を従えている。
アラン
ツチブタ。
ロージー
声 - 西宏子
サイ。
シーマス
声 - 田尻ひろゆき
コウノトリ。
デニス
ヒトコブラクダ。ゲイリーの叔父。
チョキチョキドリ
声 - 青山穣
本名不詳。チキチキドリとは別の動物。
カエル
声 - 青山穣
本名不詳。
ジョーイとその母
声 - 渡辺美佐（2役）
カンガルーの母と息子（母親は本名不詳）。
ジョーイ母は息子のことを心配するあまり、過保護ぎみになってしまう。
ジミー
声 - 岡村明美
カンガルー。
フィービー＆ジョーイの友達で、フィービーと共にジョーイを野外キャンプに勧誘する。
カモノハシ
声 - 青山穣
本名不詳。
息子の野外キャンプにまでついてきたジョーイ母を見かねて、彼女に過保護をやめるように諭す。
クレオパトラ
ヤマアラシ。通称はパッティ。名前の由来は古代エジプト最後のファラオのクレオパトラから。
ウィリアム
ハタオリドリ。
セルマ
クジラ。
ツノメドリたち
声 - 渡辺美佐＆岡村明美（2役ずつ）
ジェイミー＆トーマス及び名前不詳な2匹の計4匹が登場。エルキュールと同じくモッシー・ベイ内の小島在住。
ふとしたことから彼らはエルキュールを選手兼監督に迎えてカニたちとサッカーの試合をし、1-0で勝利するも試合内容がエルキュールの意にそぐわず、試合後特訓を命じられてしまう。

## サブタイトル一覧
サブタイトルには原則的に「～のおはなし」という語句が付く（第13話Aパートと第24話Aパートを除く）ので、以下の一覧では簡便のために省略してある。
1. ゾウのネルソン / ワニのケビン
2. カンガルーのジョーイ / ホッキョクグマのスノーパート
3. カバのヘンリエッタ / ギグルとティクル
4. シマウマのゼッド / アルマジロのアダム
5. キリンのジョージーナ / イボイノシシのハーバート
6. ペリカンのポーリン / ジューシー・フルーツ・トゥリー
7. エレファント・バード / カメのトビー
8. ロナルドとチキチキドリ / オードリーのたまご
9. ヒトコブラクダのゲイリー / モリーとナタリー
10. ウォンバットのウォーリー / ジャングルひろば
11. ヘラジカのメラニー / ビーバーのビバリー
12. アヒルのドリス / ヘビのエスメラルダ
13. カバのエディのぼうけんものがたり / ハーバートのバースデー　パーティー
14. ゲイリーのしんゆう / もりのモンスター
15. コアラのフィービー / エルキュール　ムスターシュ
16. ケビンのマジック / ハーバートのしずかな一日
17. ハーバートとふきつなスイカ / ジョーイのキャンプりょこう
18. カメレオンのキャスパー / クマのボリス
19. オウムのペチューラ / レジナルドのながいおひるね
20. よあけのコーラス / ハイエナのかぞくりょこう
21. アナコンダのアニー / ジョージーナのバンブル・ベリー・スープ
22. イトコのチャクル / フラミンゴのイザベル
23. ツチブタのアラン / ビッグなおきゃくさま
24. メラニーのバースデー・プレゼント / モッシー・ベイのツノメドリ
25. ワニのビクター / ロナルドとロージー
26. ナタリーのあたらしいりんじん / コウノトリのシーマス

## 制作スタッフ

### オリジナル
原案/アン・ブロンボウ(An Vrombaut)
作画監督/アルバート・ペレイラ・ラザーロ(Albert Pereira Lazaro)
音楽/ローランド・リー(Rowland Lee)
脚本/ジル・ブレット(Jill Brett)、キース・ブランプトン(Keith Brumpton)、アン・ブロンボウ(An Vrombaut)、ジョン・グレース(John Grace)など

### 日本語版スタッフ
プロデューサー/松野下真司・石渡晶一郎
翻訳/岩本令
主題歌/三浦智子（セリフ＆歌）、一木有佳子・小島希代子（バックコーラス）、鈴木紀子（セリフ）